# 少毛類
小毛類 (Oligotrichia) は、繊毛虫の一群で、淡水域、海水域共に広く分布する。主に単細胞遊泳性で、群体性や固着性の種は稀である。
細胞は球形から壷型ないしは逆釣り鐘型であり、概形は同じ繊毛虫の有鐘類に似るが殻（ロリカ）は持たない。壷あるいは釣鐘の開口部周縁にあたる位置に繊毛が配列している。この繊毛は複数本が密に並んで隣接しており、膜のように振舞う。この繊毛で機敏に遊泳するほか、水流を起こして餌粒子の収集も行う。

## 分類と各目の特徴
少毛亜綱にはコレオトリカ目 (Choreotrichida) も含まれるが、小毛「類」にはこれを含めない。従ってハルテリア目とストロンビディウム目の2目から成る。

### ハルテリア目
細胞の側面に繊毛（長さ10μm以上）の束がある。この繊毛束は硬い繊毛 (stiff cilia) あるいは刺 (bristles) と表現され、この目の特徴となっている。代表属の Halteria は細胞の直径30μm前後であり、日本でよく見られるオドリフデヅツムシ H. grandinella は体側に3本ずつの繊毛の束を7組持つ。繊毛の本数は種によって異なる。
ハルテリアの仲間は、緩慢な遊泳と、跳躍的で俊敏な遊泳とを行う。後者の動作は顕微鏡下で追える速度ではなく、生きた細胞の長時間の観察は困難である。グルタルアルデヒドによる固定やプロタゴール染色 (protargol stain) を行った細胞は観察しやすいが、固定法・染色法によっては繊毛束が解けるなどして生体とは見た目が変化する為、注意が必要である。
- Halteriida ハルテリア目
  - Halteriidae ハルテリア科
    - Meseres、Halteria　ハルテリア、Pelagohalteria

### ストロンビディウム目
ハルテリア目とは異なり、体側の繊毛束は無い。また、跳躍的な遊泳は行わない。
- Strombidiida ストロンビディウム目
  - Strombidiidae ストロンビディウム科
    - Tontonia、Laboea、Cyrtostrombidium、Strombidium